# Císařská armáda Mandžukua

Vojenská a námořní vlajka Mandžukua

Císařská armáda Mandžukua představovala ozbrojené síly Japonskem okupovaného loutkového státu Mandžukuo. Většinu tvořily pozemní síly, elitní jednotkou byla Císařská garda. Existovalo také námořnictvo a letectvo.Hlavní velitelství bylo v Hsinkinu. Oficiálně byl vrchním velitelem císař Pchu I, ale de facto podléhala velení kwantungské armády. Roku 1945 měla armáda 200-220 tisíc vojáků.

## Historie
Armáda Mandžukua byla celou dobu pod značným vlivem japonské císařské armády. Byla sestavena většinou z armád projaponských vojenských velitelů bojujících mezi sebou (např. jednotky Čchang Hsue-Janga o síle 60 000 mužů) a vycvičena Japonci. V malých kontingentech se účastnila japonsko-sovětských hraničních konfliktů, probíhajících většinou také na území Mandžukua. Zanikla roku 1945 koncem druhé světové války následkem sovětské invaze do Mandžuska.

## Výzbroj
V raném období své existence měla armáda Mandžukua výzbroj složenou z kořistních zbraní armády Kuomintangu. Později dostala zbraně z japonských válečných přebytků.

### Pěchotní zbraně používané armádou Mandžukua

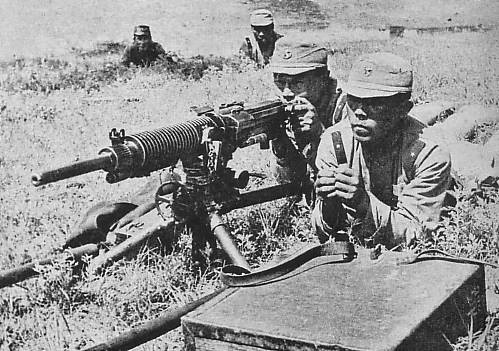
Kulometné družstvo při výcviku s kulometem Taišo 14

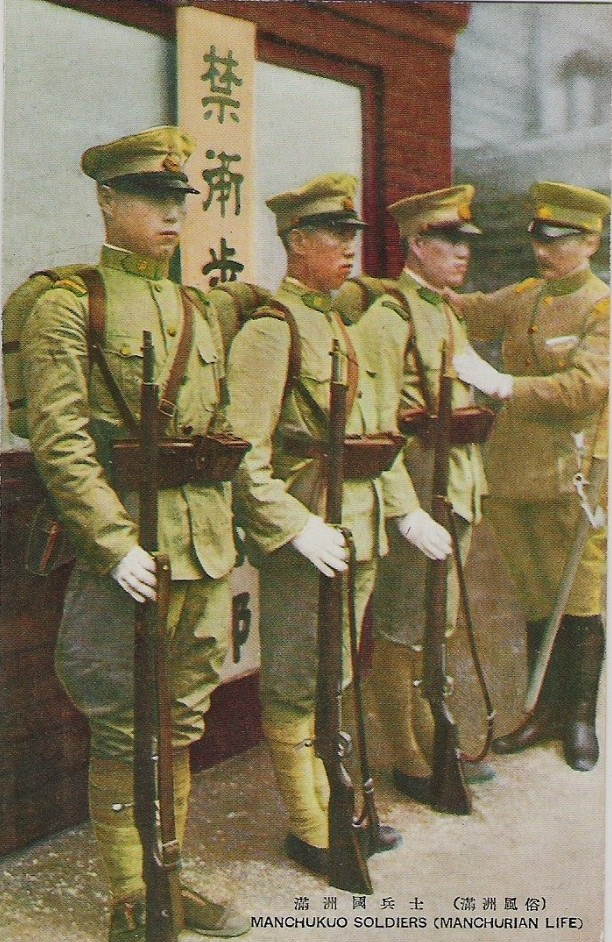
Vojáci Mandžukua na pohlednici

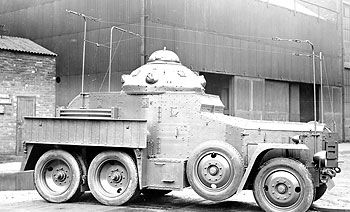
Továrna na automobily Dowa ve spolupráci s Isuzu vyráběla v Mandžukuu obrněné automobily Crossley pro Japonskou armádu a armádu Mandžukua

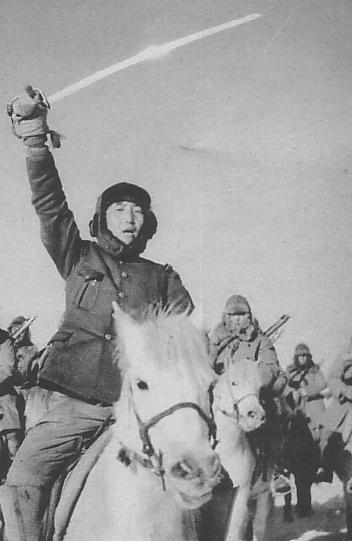
Kavalerie

| Zbraň                      | Země původu            | Typ                                  |
| -------------------------- | ---------------------- | ------------------------------------ |
| Pistole Mauser             | Německo                |                                      |
| Browning                   | Belgie                 | pistole                              |
| Colt M1911                 | Spojené státy americké | pistole                              |
| Arisaka typ 38             | Japonsko               | puška (i ve verzi jezdecké karabiny) |
| Arisaka typ 99             | Japonsko               | puška                                |
| Typ 24                     | Čína                   | puška                                |
| Kulomet typ 11             | Japonsko               | Lehký kulomet                        |
| Vz.26                      | Československo         | lehký kulomet                        |
| Kulomet Typ 96             | Japonsko               | lehký kulomet                        |
| Kulomet Taišo 14           | Japonsko               | těžký kulomet                        |
| Kulomet Typ 93             | Japonsko               | těžký kulomet                        |
| Granát typ 97              | Japonsko               | ruční granát                         |
| Stielhandgranate Modell 24 | Německo                | ruční granát                         |

### Dělostřelectvo
| Zbraň                  | Země původu | Typ                            |
| ---------------------- | ----------- | ------------------------------ |
| děla Krupp             | Německo     | vesměs houfnice                |
| Typ 38                 | Japonsko    | polní dělo                     |
| Typ 41 75mm            | Japonsko    | houfnice                       |
| Čínské kořistní zbraně | Čína        | minomety, polní děla, houfnice |

### Obrněné automobily a tanky
Armáda Mandžukua vlastnila omezený počet obrněných automobilů a tanků, vlastní výroby podle britských nebo japonských originálů a kořistní stroje. Ve Hsinkinu byla samostatná „tanková“ jednotka a nějaké obrněné automobily vlastnilo námořnictvo.
| Zbraň                     | Země původu                  | Typ                |
| ------------------------- | ---------------------------- | ------------------ |
| Model 25 Vickers-Crossley | Mandžukuo Spojené království | obrněný automobil  |
| Typ 95 Ha-gó              | Japonsko                     | tank               |
| Kořistní stroje           | Čína SSSR                    | obrněné automobily |

## Uniformy
V prvních letech působení neměla armáda Mandžukua své uniformy a neodlišovala se tak od banditů či odboje. Roku 1934 dostala nové, šité podle japonského vzoru s rozeznávacími značkami na límci v různých barvách ( černá pro vojenskou policii, červená pro pěchotu, zelená pro jezdectvo, žlutá pro dělostřelectvo, hnědá pro ženijní jednotky a modrá pro transportní jednotky), polní čepice měla místo jednoduché zlaté pěticípé hvězdy pěticípou hvězdu v barvách vlajky. Pokud se k vojákům dostaly přilby, byly většinou starší, francouzského typu, čínské nebo japonské výroby.

## Organizace 1945
- 8 pěchotních divizí
- 7 jezdeckých
- 14 pěchotních a jezdeckých brigád

## Významné osobnosti
- Pchu I, císař
- Čang Ťing-chuej
- Čang Chaj-pcheng
- Si Sia